# 블랙 메사 연구소

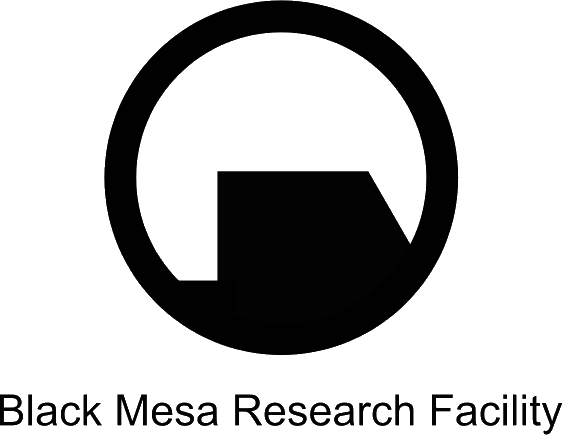
블렉 메사 연구소의 로고.

블랙 메사 연구소(Black Mesa Research Facility)는 밸브 코퍼레이션이 개발한 공상 과학 1인칭 슈팅 게임 하프라이프에 등장하는 가상의 연구시설이다. 애퍼처 사이언스와의 라이벌 관계이기도 하다.
본래는 오클라호마주와 뉴멕시코주, 콜로라도주에 걸쳐 냉전 이후 폐기 및 방치되어 있던 구(舊) ICBM 미사일 기지를 인수받아 건설한 미국 국방부의 대규모 방위 산업체로, 당시 미국 정부를 비롯한 국방부는 포탈 및 텔레포트와 각종 첨단 과학에 지대한 관심을 보이고 있었으며 이는 곧 막대한 예산 지원으로 이어졌다. 이런 예산에 힘입어 블랙 메사는 인류의 엄청난 혜택을 기대할 만한 진보적 이론부터 군사적으로 가치 있는 기술을 대거 개발하게 되었다(텔레포트, 우주 발사체 추진 기술, 신형 무기 개발 등이 대표적이다. 다만 블랙 메사가 텔레포테이션 기술력을 처음 개발한 것은 1986년, 혹은 그 이전 인것에 비해 포탈 기술력을 1950년대에 처음 먼저 개발한 것은 애퍼처 사이언스이다.) 이것들은 미국 국방부에 채택되어 보조금을 할당받음으로써 예산과 기술 순환이 계속되었다. 블랙 메사 연구소에서는 세계적으로 권위 있는 박사들부터 참신한 논문을 발표한 새내기 박사까지 파격적인 조건을 내걸면서 인재를 영입하는 데 온 힘을 기울였다.

## 블랙 메사에서 행해지는 주요 연구
앞서 말했듯이 폐기된 ICBM 미사일 기지를 바탕으로 재건축한 블랙 메사는 초기엔 미사일 발사와 우주 발사체 추진기술을 개발하기 위한 연구를 하고 있었다. 구소련의 최초 우주 발사체의 발사 이후 해당 분야에 뛰어들어 경쟁하던 미국이 이에 따라 블랙메사에 처음으로 눈을 들이게 되는데, 이때가 블랙 메사의 전환점이 되었다. 고도의 우주 발사체 기술을 거듭하여 개발한 블랙 메사는 그 이후로 미정부의 예산으로 하여금 막대한 지원을 받게 됐고, 이는 우주 발사 기술뿐만이 아니라 미 정부가 요구하는 다양한 기술분야 또한 개척하게 된다.
더불어 방위 산업체이기도 한 블랙 메사는 이내 미국 국방부의 의견도 수렴하게 됐고, 이에 따라 미국 국방부의 요청에 의한 차세대 신무기 및 군사 기술을 개발하게 된다. 이에 따라 블랙 메사에서 개발된 무기 및 기술은 미국 국방부의 특수 전투 부대인 유해 환경 전투 부대에게 장비용으로 지급되기도 했다.
다음은 이론 단계에서 실용 단계까지 끌어올린 순간이동 기술인 텔레포트를 실질적으로 사용할 수 있도록 연구했다. 원천적 기술은 블랙 메사의 연구원들이 개발한 것이 아니라 발견해내어 그것을 그대로 실용화시킨 것이다.
고도로 진보된 블랙 메사의 우주 발사체 기술은 로켓을 태양계 외곽으로까지 진출할 수 있게 하였다. 그러던 중 그들은 인류 최초로 지구 외에 생명체가 존재하는 또 다른 차원 행성을 발견하게 되는데, 바로 수많은 은하의 차원이 엇갈리는 우주 정거장 중 하나인 젠이다.
어느 한 은하에서 타 은하로 넘어갈 때 반드시 거쳐야만 하는 그곳은 전 우주의 온갖 종족이 끊임없이 교차하고 분쟁을 일으키는 지대로서, 그곳엔 이미 수많은 외래 종족들이 살아가고 있었다.
놀라운 발견을 해낸 블랙 메사는 우주 파견원들로 하여금 그곳에 전초기지를 건설했고, 곧이어 그 곳에서 집중적인 연구를 벌이도록 계획했다. 이 과정에서 파견원들이 효과적으로 연구를 수행할 수 있기 위한 보호복을 개발하게 되는데, 그것이 고든 프리맨이 착용하는 H.E.V. 보호복이다. 그곳에 주둔하면서 거듭된 연구를 실행한 블랙 메사의 연구원들은 그곳에서 살아가는 외계 종족들과 물질을 표본으로 삼아 생체실험 및 연구를 위해 포획하고, 그들과 밀접하게 관련된 포탈과 텔레포트 기술을 발견해내는 데에 이른다.
특이 물질 크리스탈을 통해 포탈과 텔레포트 기술을 발전시키는 데 성공, 하프라이프 2의 등장인물인 일라이 밴스와 아이작 클라이너가 최초로 실험하여 성공한다. 이는 곧 블랙 메사 연구소의 C 구역과 람다 단지에서 본격적으로 다뤄지기 시작했다.
참고로 플레이스테이션 2 버전 하프 라이프의 설명서에 따르면 고든 프리맨이 블랙 메사에 취직하게 된 것은 대공명 현상으로부터 며칠 전인 200-년 5월경이나, 이후 후속작인 하프 라이프 2 및 에피소드 시리즈에서 등장 인물들의 대사를 통해 고든이 대공명 현상이 벌어지기 훨씬 이전부터 블랙 메사에서 근무를 한 것으로 설정이 변경되었다는 것이 확인되었다.

## 블랙 메사의 구역
블랙 메사 연구소는 그 크기가 워낙 방대하여, A, B, C, D, E, F, G를 비롯한 분할 구역으로 분류된다.
- A 구역: HEV 슈트 착용자 및 보안 요원 훈련 시설. 하프라이프의 '훈련실' 챕터에서 볼 수 있다. 다만 청결 유지가 잘 안 되는지 연구원들이 훈련하다 다친 핏자국이 바닥에 그대로 스며들게 놔두거나 바퀴벌레가 기어 다니거나 하는 등의 모습을 볼 수 있다.
- B 구역: 연구소 전력 냉각 시설.
- C 구역: 특이 물질 실험 시설(하프 라이프 시리즈의 주인공인 고든 프리맨이 근무하는 곳이다).
- D 구역: 사무 단지.
- E 구역: 생체 연구소.
- F 구역: 람다 단지.
- G 구역: 수력 발전소(바니 칼훈이 이곳으로 파견 됐다가 대공명 현상을 겪는다).
- 7 구역: 휴양 및 오락시설.
- 3급 기숙사 및 8 구역 최상층 기숙사: 직원 기숙사 시설.
- 9 구역 운송 중추.
- 화물 적재고.
- 화물 운송 구역.
- 최상층 수송부.
- 고도 발사 시설.
- 폐기물 처리 시설 3.
- 3급 보안 구역.
- 감마 연구소.
- 블랙 메사 항공 시설.
- A-17 초기 연구실.
- 1급 중앙 입구.
- 블랙 메사 남쪽 터널(하프라이프: 블루 쉬프트에서 알려진 블랙 메사의 출입구이다).
- 블랙 메사 의료 시설(하프라이프: 어포징 포스의 첫 챕터가 여기서 시작된다).

이 모든 구역은 블랙 메사 단지 내외에 설치된 궤도 열차(mono rail)를 통해 이동할 수 있으며, 이 수단을 이용하지 않으면 한 구역에서 다른 구역으로 이동하기가 매우 까다롭다.
각 구역은 담당 및 순찰을 부여받은 보안 요원들이 경비를 서고 있으며, 이들은 블랙 메사 훈련소에서 특수 훈련을 받은 정예요원들로 유사시의 위험상황을 대비해 항상 무기를 장비한다.

## 알려진 생존자
- 고든 프리맨 (Gordon Freeman)
- 에이드리언 셰퍼드 (Adrian Shephard)
- 바니 칼훈 (Barney Calhoun)
- 일라이 밴스 (Eli Vance)
- 알릭스 밴스 (Alyx Vance)
- 아이작 클라이너 (Issac Kleiner)
- 어니 매그너슨
- G맨 (G Man, Government Man)
- 월리스 브린 (Wallace Breen)
- 로젠버그
- 시몬스
- 월터 베넷
- 리처드 켈러
- 알려지지 않은 수의 HECU 병사들
- 알려지지 않은 몇몇의 보르티곤트 (Vortigaunt)
- 알려지지 않은 수의 과학자들
- 알려지지 않은 수의 경비원들

## 게임에서

### 하프 라이프 시리즈
하프 라이프 시리즈에서 G맨 이란 남자에 의해 제공된 Xen의 크리스탈을 실험하다가 반질량 분광기가 폭주해 Xen과 블랙 메사를 연결하는 거대한 차원축이 열리고 그 결과 Xen의 생명체와 외계종족 콤바인이 블랙 메사 내부로 나타나 블랙 메사의 연구원의 대부분이 사망하고 시설은 완전히 폐허가 되어버린다. 그러던 중 정부에서는 블랙 메사를 외계인들과 같이 묻기 위해 특수부대를 파견해 학살하고, 최후의 수단으로 블랙 메사를 핵폭발 시켜버렸으나 대공명 현상은 더 발전하여 [포털 폭풍]으로 나아가 지구 전역에 외계 생명체가 들어오게 된다. 지구는 콤바인과 전쟁을 하였으나 7시간 만에 패배하여 지구는 콤바인의 식민지가 되어버린다. 결론적으로 블랙 메사는 하프 라이프 세계관에 엄청난 재앙을 가져오고 말았다. 또한 블랙 메사의 행정관이였던 월리스 브린은 인류를 배신하고 콤바인으로부터 지구 관리자로 임명된다.

### 포탈 시리즈
포탈 시리즈 에서는 직접 등장하지 않고 언급만 된다.
- 포탈1의 애퍼처 사이언스 회의실에서 블랙 메사의 경쟁과 관련된 프레젠 테이션이 나온다.
- 포탈1 엔딩곡 'Still Alive'에서 역시 GLaDOS가 블랙 메사와 관련된 언급을 한다.
- Chell이 GLaDOS를 파괴할 때, GLaDOS가 Chell에게 간접적으로 하프라이프 세계관과 관련이 있는 말을 한다.
- 포탈2 공식 코믹스 'Portal 2: Lab Rat'에서 중력건과 블랙 메사 체력 충전기, 블랙 메사 HEV 체력 충전기, 콤바인 체력 충전기가 등장한다. 다만 그냥 이스터 에그로 추정
- 포탈2에서 케이브 존슨의 녹음된 기록으로써 블랙 메사가 언급된다. 이때 케이브 존슨은 블랙 메사가 자기네 기술들을 훔쳐가 상용화해서 회사가 파산날 위기에 처했다고 주장한다. 다만 케이브 존슨이 블랙 메사에게 악감정을 가지고 한 거짓말일 가능성도 배제할 수 없다.
- 포탈2 DLC인 '영원한 테스트 이니셔티브' 에서도 블랙 메사와 관련된 언급이 나오는데 여기서 케이브 존슨이 블랙 메사를 사들이고 이름을 '블래퍼처 메사'로 바꾼뒤 블랙 메사가 대공명 현상을 일으킬만한 물질로 실험한다는 것을 알게되어 실험을 중단 시켰다고. 그리고 블랙 메사가 세상을 끝장낼뻔한 바보같은 짓을 하였다며 생각좀 달고 살라고 비난한다.[4][5]

## 같이 보기
- 애퍼처 사이언스